# ستوان د بوئر
ستوان د بوئر (انگلیسی: Lieuwe de Boer؛ زادهٔ ۲۶ ژوئن ۱۹۵۱) اسکیت‌باز سرعت اهل پادشاهی هلند است.